# بوب روز
بوب روز هو سياسي كندي، ولد في 16 يوليو 1931.